# 埼玉県立久喜特別支援学校
埼玉県立久喜特別支援学校（さいたまけんりつ くきとくべつしえんがっこう）は、埼玉県久喜市上清久にある公立特別支援学校。

## 沿革
- 1984年（昭和59年）4月1日 - 春日部養護学校内に開設準備室が発足。
- 1985年（昭和60年）
  - 4月10日 - 開校式及び入学式を挙行。埼玉県教育委員会より開校宣言がされる。また校旗が制定される。
  - 10月22日 - 外構・体育舎・窯業室・植栽工事等が竣工。
- 1986年（昭和61年）1月25日 - 開校記念式典をとり行う。
- 1987年（昭和62年）4月1日 - 校歌を制定する。
- 1988年（昭和63年）3月31日 - 体育館が竣工する。
- 1991年（平成3年）3月25日 - プールが竣工する。
- 1994年（平成6年）11月5日 - 創立10周年記念式典を挙行する。
- 1997年（平成9年）9月30日 - 冷房設備が完成する。
- 1999年（平成11年）3月29日 - 給食室の厨房設備を改修。
- 2001年（平成13年）8月28日 - 普通教室確保のため、パソコン室の分離工事が完了する。[要出典]
- 2002年（平成14年）3月28日 - 普通教室確保のため、ホールの普通教室化工事が完了する。[要出典]
- 2004年（平成16年）3月31日 - 西側普通教室が竣工する。
- 2008年（平成20年）4月1日 - 学校給食の調理業務を民間委託する。
- 2009年（平成21年）4月1日 - 埼玉県立久喜特別支援学校に校名を改称。

## 学校教育目標
- 個を知り　個を伸ばす

## 校歌
- 作詞・作曲 - 添島康夫

## 学部
- 小学部
- 中学部
- 高等部

## 通学区域
- 久喜市（旧久喜市域、旧北葛飾郡栗橋町域、北葛飾郡鷲宮町域）
- 加須市（旧北埼玉郡北川辺町域、旧北埼玉郡大利根町域）
- 幸手市
- 白岡市

## アクセス
- 久喜駅西口より朝日バス・菖蒲仲橋行きに乗車約10分 - 15分、高木病院バス停下車。バス停より徒歩約5分。
- 久喜駅西口より大和バス・2-1　清久工業団地経由管理センター行き・2-2　清久工業団地経由向野行き・2-3　清久工業団地（資生堂前）行きに乗車約10分、赤旗神社バス停下車。徒歩約5分。